# Operação Pedestal
A Operação Pedestal, conhecida na Itália como Batalha do Meio de Agosto e em Malta como Comboio Santa Maria, foi uma operação britânica para transportar suprimentos para a ilha de Malta em agosto de 1942, durante a Segunda Guerra Mundial.
Malta foi uma base a partir da qual navios, submarinos e aeronaves britânicas atacaram os comboios do Eixo para a Líbia, durante a Campanha do Norte da África (1940–1943). De 1940 a 1942, o Eixo conduziu o Cerco de Malta, com forças aéreas e navais. Apesar de muitas perdas, os britânicos entregaram suprimentos suficientes para que a população e as forças militares em Malta resistissem, embora deixasse de ser uma base ofensiva durante grande parte de 1942. O item de abastecimento mais crucial na Operação Pedestal era o combustível, transportado por Ohio, um petroleiro norte-americano com uma tripulação britânica. O comboio partiu da Grã-Bretanha em 3 de agosto de 1942 e passou pelo Estreito de Gibraltar no Mediterrâneo na noite de 9/10 de agosto.
A tentativa do Eixo de impedir que os cinquenta navios do comboio chegassem a Malta, usando bombardeiros, u-boats alemães, barcos MAS e MS italianos, campos minados e emboscadas submarinas, foi o último sucesso considerável do Eixo no Mediterrâneo. Mais de 500 marinheiros e aviadores da Marinha Mercante e Real foram mortos e apenas cinco dos quatorze navios mercantes chegaram a Grand Harbour. Embora caro para os Aliados, foi uma vitória estratégica; a chegada de Ohio justificou a decisão de arriscar tantos navios de guerra; sua carga de combustível de aviação revitalizou a ofensiva aérea maltesa contra a navegação do Eixo. Os submarinos retornaram a Malta e Supermarine Spitfires voados do porta-aviões HMS Furious permitiram um esforço máximo a ser feito contra os navios do Eixo. Os comboios italianos tiveram que desviar para mais longe da ilha, alongando a jornada e aumentando o tempo durante o qual os ataques aéreos e navais poderiam ser montados.
O Cerco de Malta foi rompido pela reconquista aliada do Egito e da Líbia após a Segunda Batalha de El Alamein (23 de outubro a 11 de novembro) e pela Operação Tocha (8 a 16 de novembro) no Mediterrâneo ocidental, que permitiu que aeronaves terrestres escoltar navios mercantes para a ilha.